# Kevin Neufeld
Kevin Neufeld (ur. 6 listopada 1960 w St. Catharines, zm. 26 lutego 2022 w Victorii)– kanadyjski wioślarz, złoty medalista olimpijski.

## Kariera
Wystąpił na igrzyskach olimpijskich w Los Angeles w 1984, gdzie osada Kanady w składzie: Pat Turner, Kevin Neufeld, Mark Evans, Grant Main, Paul Steele, Mike Evans, Dean Crawford, Blair Horn i Brian McMahon (sternik) zdobyła złoty medal w ósemkach. W finale uplasowali się o 0,42 sekundy przed osadą Stanów Zjednoczonych i o 2,08 sekundy przed osadą Australii. Na rozgrywanych cztery lata później igrzyskach olimpijskich w Seulu w tej samej konkurencji zajął szóste miejsce. 
Ponadto zdobył złoto w czwórkach bez sternika na igrzyskach Wspólnoty Narodów w Edynburgu (1986).
Na mistrzostwach świata w Nottingham (1986) był czwarty w czwórkach bez sternika, gdzie Kanadyjczycy przegrali walkę o podium z osadą NRD o 0,08 sekundy. Był też między innymi piąty w tej konkurencji na mistrzostwach świata w Hazewinkel (1985) i w ósemkach na mistrzostwach świata w Kopenhadze (1987).
Kształcił się na University of Victoria. Był żonaty, miał trzech synów. Zmarł na nowotwór w wieku 61 lat.